# 邵鏡人
邵鏡人（1899年—1972年9月20日），名靜仁。江蘇省宿遷縣人。民國37年（1948年）在江蘇省第七選區當選第一屆立法委員。

## 生平[1][2][3]
- 宿遷縣立鍾吾及文昌高等小學
- 江蘇省立第一師範
- 江蘇省南京法政大學畢業
- 江蘇省政府秘書
- 江蘇省民政廳主任秘書
- 江蘇省政府徐海行署秘書處處長
- 蘇北綏靖公署顧問
- 江蘇省淮南行署秘書長兼政務處處長、宿遷縣參議會議長
- 香港第二中文大學、崇基學院教授
- 香港珠海學院教授
- 國立政治大學教授
- 私立世界新聞專科學校教授
- 民國61年9月20日病故[4]